# Robin Sylvester
Pour les articles homonymes, voir Sylvester.
Robin Sylvester, né en 1950 à Londres (Royaume-Uni) et mort le 29 octobre 2022, est un musicien britannique connu pour sa participation à Ratdog.
Principalement bassiste, il joue aussi de la guitare.

## Carrière
Son éducation musicale débute par sa participation à une chorale professionnelle  dirigé par le compositeur Benjamin Britten.
Robin Sylvester commence sa carrière musicale comme ingénieur du son. Travaillant en tant qu'assistant aux studios Abbey Road lors de l'enregistrement par les Beatles de l'album blanc, il est influencé par le jeu de guitare basse de Paul McCartney.
Il vient aux États-Unis pour la première fois en 1974 comme musicien de tournée, en particulier pour Dana Gillespie. Il s'installe à San Francisco vers la fin des années 1970, travaillant avec Little Richard, Bob Dylan, Phil Spector, Steve Douglas, Beach Boys et Ry Cooder, puis part en tournée avec Billy Preston, Christine McVie, Steve Seskin et Del Shannon.
En 2003, il est choisi pour remplacer Rob Wasserman comme bassiste dans Ratdog ; il joue pour la première fois avec le groupe le 4 mars 2003.